# 殺人列車への招待
『殺人列車への招待』（さつじんれっしゃへのしょうたい）は、西村京太郎の長編推理小説。1987年に角川書店から刊行された。

## ストーリー
ある日、捜査一課に「十津川警部と殺人ゲームがしたい」と電話がかかってくる。翌日、「寝台特急『さくら』の車内で『ア』で始まる名前の女を殺す」と挑戦状が届いた。果たして相手は悪戯なのか、それとも本気なのか。

## 主な登場人物

### 警視庁捜査一課
- 十津川省三
- 亀井定雄
- 西本明
- 日下淳一
- 清水新一
- 本多時孝
- 三上刑事部長

### その他
- 田口記者
「中央新聞」記者。
- 川島徹
義兄一家殺害事件の犯人。30歳。
- 中山
東京駅旅客助役。53歳。
- 安藤ゆみ
「さくら」の乗客。25歳。
- 阿部清美
「さくら」の乗客。40歳。
- 日野まゆみ
「太陽プロ」所属のタレント。本名は青木ゆみ子。21歳。
- 戸田
長崎県警警部。
- 新田隆
ヤクザ。
- 青山
東京駅派出所初動捜査班警部。
- 山下
「出雲4号」車掌。
- 金村慧 
「M電気」営業部第一営業課。
- 森下
「M電気」営業部第一営業課課長。42歳。
- 林健一郎
不動産会社「K産業」勤務。
- 小野洋一
まゆみの知人。26歳。
- 末広誠
まゆみの知人。36歳。
- 中村幸夫
まゆみの知人。30歳。
- 三宅良
金村の同僚。40歳。
- 平岡明
金村の知人。31歳。
- 原口
科捜研技官。
- 白井謙
「中央新聞」記者。田口の後輩。
- 白井美保
謙の妻。
- 平田
群馬県警刑事。
- 前田ゆかり
OL。22歳。
- 池田
「谷川9号」車掌。
- 白石要
「中央化学」勤務。
- 白石冴子
要の妻。
- 白石徹
要の弟。バイオ研究者。
- 牧田
南青山のマンションの住人。
- 松山昭正
「K生命」渉外課長。
- 松山淳
昭正の弟。ミニコミ誌編集者。
- 三宅明子
大学生。ミニコミ誌制作のアルバイト。
- 江上秀介
白バイ隊員。
- 森口
「さくら」専務車掌。
- 竹内隆介
ブローカー。29歳。
- 岩田
府中本町駅駅長。